# ヘンリー・フィッチ・テイラー

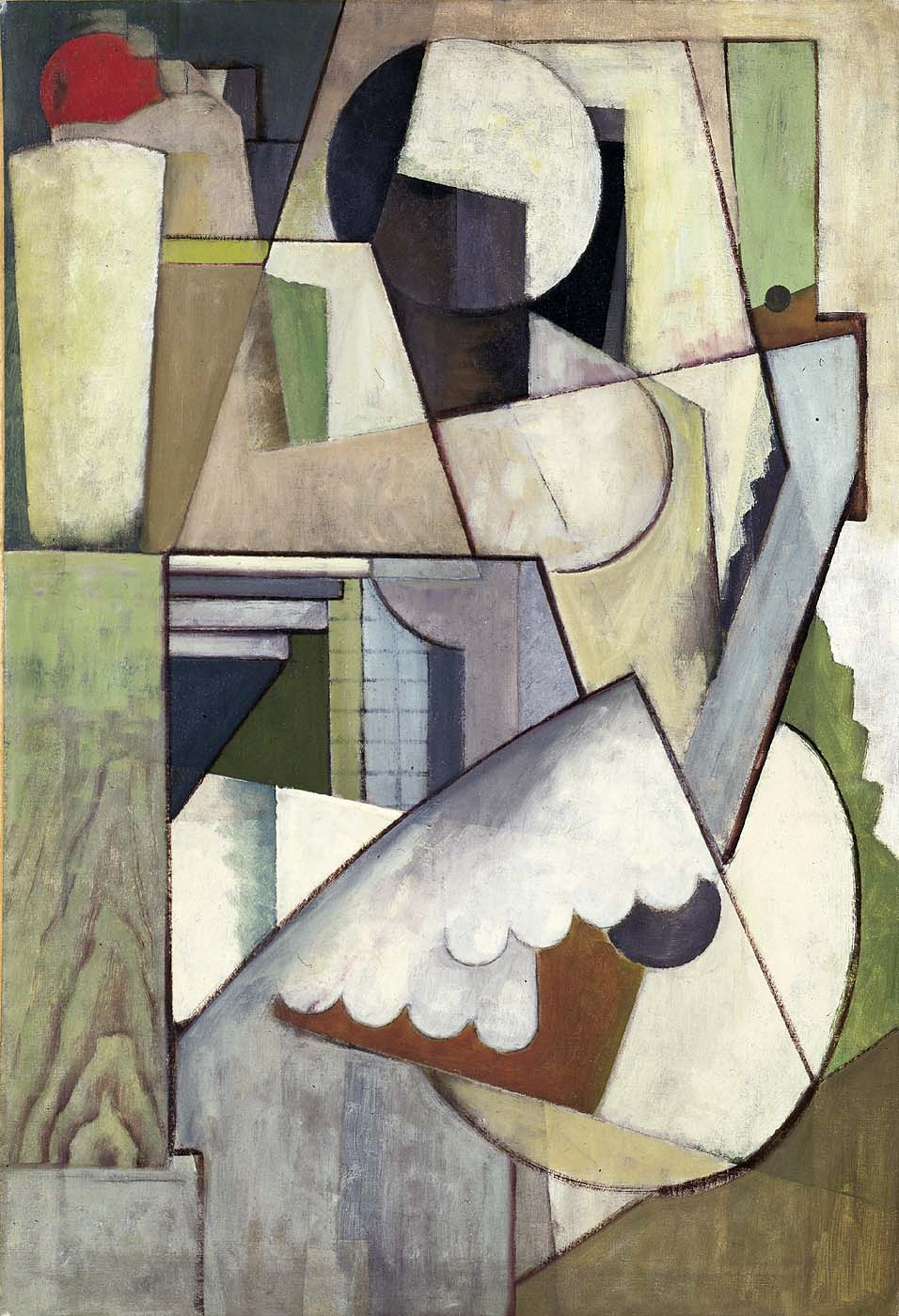
『ギターを弾く人物』(1814)

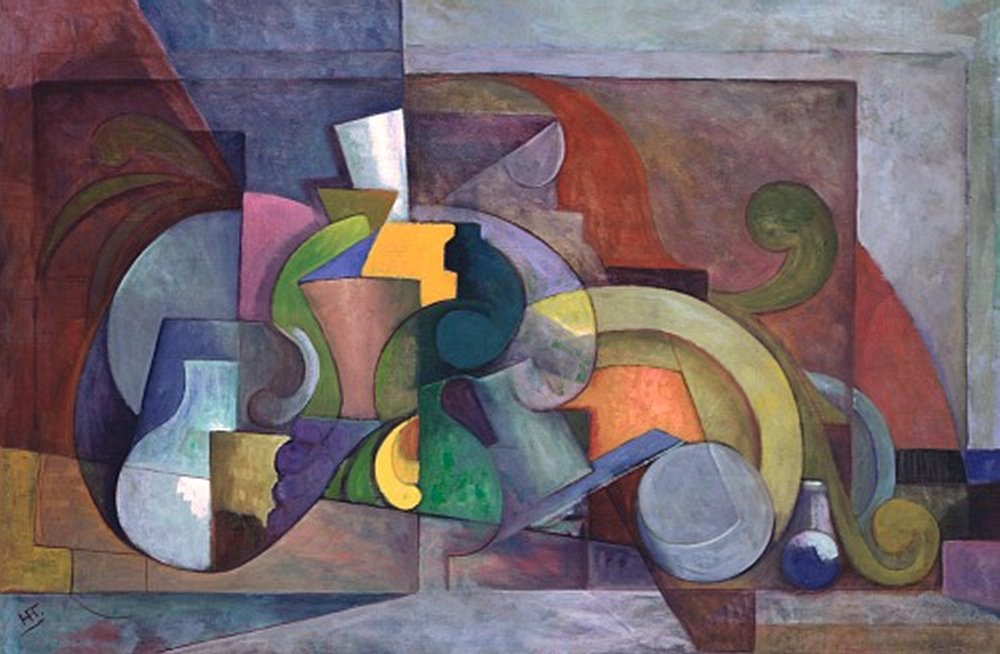
『無題』(1810)

ヘンリー・フィッチ・テイラー(Henry Fitch Taylor、1853年9月15日 - 1925年9月10日）はアメリカ合衆国の画家である。アメリカにおけるキュビスム絵画の先駆者の一人である。1913年に開かれた、アメリカ合衆国の最初の国際展、アーモリーショーの組織委員を務め、最初のチェアマンを務めた。

## 略歴
オハイオ州、シンシナティで生まれた。演劇に興味を持ち、俳優のジョセフ・ジェファーソン(Joseph Jefferson)の一座に入り、アマチュア画家でもあったジェファーソンに勧められて、美術を学ぶためにパリに渡り、アカデミー・ジュリアンに入学した。1885年になって、風景画家たちが集まったバルビゾンを訪れ、絵を描いた
。3年後に印象派のスタイルの画家として、アメリカ合衆国に帰国した。
1891年に新興の美術団体、アメリカ芸術家協会（the Society of American Artists）の準会員に選ばれた。いくつかの展覧会に出展したが、その後画家としての創作活動は少なくなっていった。1898年から1908年の間、コネチカット州のグリニッジのコスコブ(Cos Cob)のいわゆる「コスコブ芸術コロニー」に滞在した。ここに集まった芸術家には画家のジョン・ヘンリー・トワックトマン、フレデリック・チャイルド・ハッサムや作家のウィラ・キャザーらが頻繁に訪れた人物であり、画家のアーサー・ボーウェン・デービス(Arthur Bowen Davies)やジョージ・ラクス(George Luks)、画家でアーモリーショーのオーガナイザーとなったウォルト・クーン(Walt Kuhn)らもコスコブを訪れた。
1908年に、後に結婚することになるクララ・ポッター・デーヴィッジ(Clara Potter Davidge)と、ニューヨークのマジソン画廊(Madison Gallery)の経営を行うようになり、マジソン画廊は有名になっていた画家、ジョージ・ベローズやウォルト・クーンの展覧会や、次の世代の画家、リチャード・E・ミラー、フレデリック・カール・フリージキーやエドマンド・グリーセンといった画家の展覧会も開いた。
クーンらと、アメリカ画家・彫刻家協会（the Association of American Painters and Sculptors）を設立し、初代の会長となった。1912年にアーサー・デーヴィスを後任として会長職をやめたが、理事と事務局は続けた。この団体が、アメリカで最初の国際美術展覧会、アーモリーショーを開催した。
この頃テイラーは創作を再開し、セザンヌの画風の作品を描いたが、1914年に出展した展覧会でフランスのキュビスムの画家、アルベール・グレーズの作品を知ってからキュビスムの作品を描くようになった。
テイラーは、「シンクロニズム」を提唱したアメリカの抽象絵画の先駆者、モーガン・ラッセルやスタントン・マクドナルド＝ライトとも親しくなった。